# Anoectangium keniae
Anoectangium keniae är en bladmossart som beskrevs av Richard Henry Zander 1993. Anoectangium keniae ingår i släktet Anoectangium och familjen Pottiaceae. Inga underarter finns listade i Catalogue of Life.